# CS de la Girafa
CS de la Girafa (CS Camelopardalis) és una estrella de magnitud aparent +4,26 enquadrada en la constel·lació boreal de la Girafa. Malgrat no tenir denominació de Bayer ni nombre de Flamsteed, és la segona estrella més brillant de la seva constel·lació després de β Camelopardalis, superant en 0,08 magnituds a α Camelopardalis.
CS de la Girafa és una supergegant blanc-blavenca de tipus espectral B9Ia amb una temperatura superficial de 11.420 K. El seu radi estimat és vuit vegades més gran que el del Sol i gira sobre si mateixa amb una velocitat de rotació projectada de 30 km/s. Posseeix una massa d'aproximadament 12 masses solars; això implica que acabarà la seva vida explotant en forma de supernova. La seva edat actual és de 16,5 ± 1 milions d'anys. Presenta un intens camp magnètic -mesurat en les línies metàl·liques-, sent el valor del seu camp magnètic efectiu <Be> = 312 G.
CS de la Girafa té una possible acompanyant la separació visual -que quasi no ha variat des de 1829- és de 2,32 segons d'arc. Aquesta acompanyant té magnitud aparent +8,22.
CS de la Girafa es troba a 1.940 anys llum, d'acord amb la nova reducció de les dades de paral·laxi del satèl·lit Hipparcos (1,68 ± 0,50), tot i que aquesta mesura està subjecta a un elevat grau d'error. S'hitroba immersa en la nebulosa de reflexió VDB 14 i és membre de l'Associació estel·lar Cam OB1, la qual inclou, entre d'altres, a CE Camelopardalis i DL Camelopardalis. Catalogada com variable Alfa Cygni, la seva variació de lluentor és de només 0,05 magnituds.